# Montemayor de Pililla
Montemayor de Pililla – gmina w Hiszpanii, w prowincji Valladolid, w Kastylii i León, o powierzchni 59,56 km². W 2011 roku gmina liczyła 977 mieszkańców.